# Serapion (Astrologe)
Serapion (altgriechisch Σεραπίων; gestorben 217) war ein ägyptisch-hellenistischer Astrologe. Er wurde im Jahr 217 von Kaiser Caracalla hingerichtet.
Cassius Dio berichtet:

„[ Macrinus ] mußte nun fürchten, daß ihn Antoninus [d. i. Caracalla] auf Grund der Mitteilung hinrichten werde, zumal ein gewisser Ägypter Serapion dem Kaiser wenige Tage zuvor ins Gesicht erklärt hatte, daß ihm nur noch kurze Lebenszeit beschieden sei und Macrinus sein Erbe antreten werde. Nun wollte dieser keine Zeit mehr verstreichen lassen. Serapion war nämlich ob seiner Weissagung zuerst einem Löwen vorgeworfen und dann, als das Tier sein Opfer auf das bloße Ausstrecken der Hand hin nicht angerührt haben soll, getötet worden; und er hätte – jedenfalls nach seinen eigenen Worten – durch Anrufung gewisser Geister auch diesem Schicksal entrinnen können, wenn ihm nur ein einziger weiterer Tag zu leben vergönnt gewesen wäre.“

Bekanntlich wurde Caracalla am 8. April 217 ermordet und der Prätorianerpräfekt Macrinus wurde sein Nachfolger, gerade einmal für ein Jahr.
Das Schicksal Serapions ähnelt dem Schicksal eines anderen Astrologen namens Ascletario. Auch dieser hatte sich vermessen, den baldigen Tod des Kaisers Domitian vorherzusagen und war vorhersehbarerweise von diesem im Jahr 96 hingerichtet worden.
Dieser Serapion ist nicht zu verwechseln mit Serapion von Alexandria, einem frühen Astrologen, der um die Zeitenwende einige astrologische Werke verfasste. 